# Otto Mitius
Otto Mitius (* 19. November 1865 in Nauendorf; † 22. Dezember 1926 in Erlangen) war ein deutscher Kunsthistoriker und Bibliothekar.

## Leben
Mitius studierte Theologie, altchristliche und klassische Archäologie sowie Kunstgeschichte in Leipzig, Tübingen, Halle/Saale und Greifswald. 1892 legte er sein Erstes theologisches Staatsexamen ab, 1895 wurde er in Straßburg promoviert. Im selben Jahr wurde er Praktikant in der Staatsbibliothek Bamberg und anschließend Volontär an der Universitätsbibliothek Erlangen. Dort brachte er es in seiner dreißigjährigen Berufszeit bis zum Oberbibliothekar im Jahr 1924. Er verfasste eine Geschichte der Erlanger Universitätsbibliothek, Schriften zur Buchgeschichte und zu Albrecht Dürer.

## Schriften (Auswahl)
- Ein Familienbild aus der Priscillakatakombe mit der ältesten Hochzeitsdarstellung der christlichen Kunst, Freiburg i.Br. u. a.: Mohr 1895 (Archäologische Studien zum christlichen Altertum und Mittelalter; 1) Google Books.
- Jonas auf den Denkmälern des christlichen Altertums, Freiburg i. Br. [u. a.]: Mohr 1897 (Dissertation Straßburg 1895) Internet Archive
- Fränkische Lederschnittbände des XV. Jahrhunderts: Ein buchgeschichtlicher Versuch, Leipzig: Haupt 1909 Internet Archive.
- Dürers Schlosshof-Ansichten und die Cadolzburg bei Nürnberg, Leipzig: K. W. Hiersemann 1922 Bodleiana.
- Mit Albrecht Dürer nach Heroldsberg und Kalchreuth. In: Erlanger Heimatbuch 1924.
- Die Bibliothek der Universität Erlangen: Ein geschichtlicher Überblick, Erlangen: [Th. Krische] 1925 Internet Archive.